# Verwickelte Geschichte!
Verwickelte Geschichte! ist eine Posse mit Gesang in 2 Acten von Johann Nestroy.  Die Uraufführung fand anonym am 22. Juni 1850 im Wiener Carltheater statt. Am 29. April 1858 fand eine Wiederaufführung des Stückes zu Gunsten des Regisseurs und Schauspielers am Carltheater Johann Baptist Lang in einer einaktigen Version statt.

## Inhalt
Die reiche Erbin Pauline und Stern führten bisher eine Brief-Liebschaft, doch nun will Stern aus Rom in die Heimat zurückkommen und dabei werden sich die beiden erstmals sehen. Sowohl Kessel als auch Franz sind ebenfalls in Pauline verliebt. Kessel schmiedet eine Intrige, um das Paar zu entzweien, er beauftragt Fass, seinen politisierenden Bierführer, einen Doppelgänger von Stern zu engagieren, der durch unmögliches Benehmen Pauline von der Unwürdigkeit ihres Geliebten überzeugen soll:
„Larifari! Es soll Einer als dieserjenige erscheinen, das müßt aber Einer seyn, der ihr eine degout beybringt von sich, dann, weiß ich, fallt sie mir ohne Anstand in die Arme. Und den Degoutmacher sollst du auftreiben.“ (I. Act, 3te Scene)
Gleichzeitig will Pauline mit Hilfe der ältlichen Mathilde ihren noch unbekannten Geliebten prüfen: Mathilde soll sich als die reiche Erbin ausgeben, wenn Stern sie dennoch wegen des Geldes nimmt, dann will sie ihn nicht haben. Mathilde putzt sich auf jugendlich heraus, in der Hoffnung, Stern für sich zu gewinnen. Franz droht Pauline, sich aus verschmähter Liebe zu erschießen, Agnes entdeckt aber, dass er nur einen Zapfhahn in der Hand hält. Fass hat Wachtl engagiert, der allerdings Sterns Diener ist und früher ein Verhältnis mit Agnes hatte, als beide noch beim Theater dilettierten. Als Mathilde als Pauline und diese als deren Stubenmädchen kommen, ist Wachtl zwar über die bejahrte "Verlobte" entsetzt, macht ihr aber wegen des Geldes trotzdem den Hof. Der echte Stern erscheint und Wachtl behauptet frech, er sei der wirkliche Herr, Stern nur der ungehorsame Diener. Kessel lässt Stern durch seine Knechte hinauswerfen.
Pauline hegt jedoch Zweifel und glaubt, den wahren Stern erkannt zu haben. Dieser ist über seine angebliche Braut tief enttäuscht, hat sich jedoch Hals über Kopf in das "Stubenmädchen" Pauline verliebt. Fass verrät ihm die Intrige und enthüllt Paulines wahre Position:
„Da is kein Loth Stubenmädl dran, Alles reine Fräu'le Paulin.“ (II. Act, 3te Scene)
Gekränkt will Stern den Spieß umdrehen und nun seinerseits Pauline im Glauben lassen, er sei wirklich der Diener. Der von Franz als falscher Stern engagierte Staub verwirrt die Situation noch mehr. Pauline will nun Kessel heiraten, weil sie sich von allen anderen betrogen fühlt. Aber zuletzt löst sich alles zum Guten auf und die Richtigen finden zusammen – Stern und Pauline, Wachtl und Agnes. Kessel ist verärgert, der politikvernarrte Fass findet ein passendes Schlusswort:
„Der Herr heurathet die Fräule, der Diener die Dienerin – wo ist da die allgemeine Standes-Vermischung! – o Deutschland, du bist noch weit vom Ziele!“ (II. Act, 14te Scene)

## Werksgeschichte
Eine eventuelle Vorlage ist nicht festzustellen, auch die genauere Entstehungsgeschichte ist nicht bekannt. Ein sehr schnelles Produzieren darf angenommen werden, da das Stück bereits sieben Wochen nach der Premiere von Alles will den Prophet’n seh’n (4. Mai 1850) uraufgeführt wurde. Nestroy bediente sich dabei bereits vorhandener Situationen und Personentypen aus seinem Fundus: der unbekannte Bräutigam, die unbekannte Braut, die Erprobung der Treue durch einen Personentausch, der permanent lateinische Sentenzen von sich gebende Gelehrte, das sich jugendlich gebärdende „späte Mädchen“, die beständigen Verwechslungen und auch die politischen Schlagworte von Fass sind aus anderen seiner Stücken bekannt.
So wird die Treueprobe schon in Eine Wohnung ist zu vermiethen in der Stadt (1837) von Amalie gemacht, die dabei allerdings ihren Bräutigam August an Luise verliert; der Gelehrte gleicht in jedem Detail dieser Figur aus Prinz Friedrich von Corsica (zwischen 1822 und 1826/27); Paulines Romansucht ist schon bei Marie im Karikaturen-Charivari mit Heurathszweck (1850) zu finden, hier wird auch der Rollentausch auf die Bühne gebracht; der politische Sentenzen in einfältiger Weise verwendende Fass gleicht dem ebenso bramarbasierenden Hyginus Heigeign aus Lady und Schneider (1849); die sich jugendlich gebende Mathilde findet ihr Gegenstück in Lucia Distel aus Liebesgeschichten und Heurathssachen (1843). Alle diese Rückgriffe verpufften jedoch wirkungslos, das Stück erlitt einen Durchfall.
Die manchmal durchscheinende Brutalität des Bierführers Fass hat Nestroy zwar durch Humor zu mildern versucht, dennoch bleibt die Figur alles in allem ein Radikaler (nach damaliger Diktion ein „Communist“, nachgebildet dem Barnabas Wühlhuber aus den Fliegenden Blättern):
„Wenn aber mein System durchgreifft – dann – dann fallt auch so manches Opfer meiner Rache. Hir stehn sie auf der Todesliste. Der G'meind'wirth, der mir nicht länger aufschreiben will – stirbt. Der Schneider, dem ich ein neu's G'wand zahlen soll, was ich längst zerrissen hab' – stirbt. Der Schuster dessen Rechnung ich unter meiner Würde halte, weil er auch unseren Gegnern Vorschub leistet – stirbt – und so sterben noch eine Menge – das g'schieht aber Alles erst, wenn ich als Volksmann an die Regierung komm'.“ (I. Act, 4te Scene)
In der einaktigen Wiederaufführung vom 29. April 1858 hat Nestroy die Deutschtümelei in eine Verehrung Amerikas, besonders jedoch der Mormonen, umgewandelt, dabei jedoch die Gleichmachereiphantasien beibehalten. Dies ist insofern erstaunlich, weil die Mormonen zu dieser Zeit in Österreich nahezu unbekannt waren.
In der Aufführung vom 22. Juni 1850 spielte Johann Nestroy den Wachtl, Wenzel Scholz den Bierführer Fass, Alois Grois den Bräuhaus-Inhaber Kessel und Franz Gämmerler den Architekten Stern. In der einaktigen Version vom 29. April 1858 spielte Nestroy den Fass, Wilhelm Knaack den Wacht[e]l und Elise Zöllner die Geldeinnehmerin Agnes.
1850 wurde als zweites Stück des Abends Zum ersten Male im Theater von Friedrich Kaiser mit Nestroy, Scholz, Gämmerler und Grois gegeben; 1858 gab es die beiden Einakter Alles mit Dampf und Der Eisstoß, beide von Anton Bittner, mit Nestroy und Karl Treumann. Auch diese drei Stücke hatten bei Publikum und Kritik keinen Erfolg.
Eine eigenhändige Niederschrift Nestroys unter dem Titel Verwickelte Geschichte ist in zwei Teilen erhalten, sie wurde früher getrennt als „Manuskript“ und „Entwurffragment“ bezeichnet, gehört jedoch zusammen. Die Blätter sind dreigeteilt, die breite Mittelspalte beinhaltet den Text, auf den schmalen Außenspalten sind Zusätze, Korrekturen und Ergänzungen angebracht.
Die eigenhändige unvollständige Partitur Stenzls ist ebenfalls erhalten geblieben, sie trägt den Titel Couplett. Nestroy. Verwickelte Geschichte. Lediglich das Couplet von Fass (I. Act, 4te Scene), dessen Text verschollen ist, ist darin enthalten. Sie trägt die alte Signatur des Carltheaters C. T. 68 und die Bezeichnung Lf: 759. Dass es eine eigenhändige Niederschrift ist, wurde durch Schriftvergleiche mit anderen Autographen Stenzls belegt.
Nach 1858 fand keine Aufführung des Stückes mehr statt, weder als Zwei- noch als Einakter. Es gibt allerdings eine leicht gekürzte Hörspielaufnahme im ORF vom 16. März 1958. Unter der Regie von Otto Ambros lasen Hugo Gottschlich (Wachtl), Rudolf Rhomberg (Fass), Oskar Wegrostek (Kessel), Bibiana Zeller (Pauline), Gusti Wolf (Agnes), Hans Putz (Franz), Franz Böheim (Staub) und Kurt Heintel (Stern). Diese Aufnahme wurde am 1. März 1992 (Faschingsdienstag) noch einmal gesendet.

## Zeitgenössische Rezeption
Sowohl die Aufführung von 1850 als auch jene von 1858 erhielt durchwegs ablehnende Kritiken. Während 1850 nur wenige Zeitschriften überhaupt Kenntnis von Nestroys Stück nahmen, wurde 1858 immerhin die schauspielerische Leistung des Autors sehr gelobt.
- 1850:

Im Fremden-Blatt von 23. Juni 1850 (Nr. 148) stand nur kurz unter den "Tagesneuigkeiten":
„Die gestern im Carl Theater zum ersten Male gegebene Posse ‚Verwickelte Geschichte‘ hat nicht angesprochen. Die verbrauchte Intrigue, daß sich ein Anderer für den Bräutigam und eine Andere für die Braut ausgibt, bildet die Grundlage. Gespielt wurde gut, das Haus war gefüllt.“
Der Wanderer vom 24. Juni 1850 (Nr. 293, Abendblatt) berichtete nahezu gleichlautend und lobte die schauspielerischen Leistungen von Scholz und Nestroy:
„Die vorgestern im Carltheater neu gegebene Posse ‚Verwickelte Geschichte‘ konnte nicht durchgreifen, weil der Stoff gar zu verbraucht ist, um nur das geringste Interesse erregen zu können.“
Während Der Humorist (25. Juni, Nr. 151, S. 604) von Moritz Gottlieb Saphir wie fast immer scharf kritisierte, war diesmal sogar die an sich Nestroyfreundliche Wiener Theaterzeitung (25. Juni, Nr. 159, S. 595) von Adolf Bäuerle eher zurückhaltend mit Lob und wusste außer einiger Wortwitze und Situationskomik nichts Positives zu berichten.
- 1858:

Im Wanderer vom 30. April 1858 (Nr. 98, Abendblatt) erschien schon am nächsten Tag eine sehr ablehnende Kritik:
„Drei Stücke und drei Niederlagen – dann wäre über das gestrige Benefiz des Hernn Lang im Carltheater eigentlich genug gesagt. Nach dem zweiten erfolgte allerdings etwas mühsam ein Hervorruf des Verfassers, aber das beweist nur, wie beliebt Herr Nestroy bei seinem Publikum ist, im übrigen langweilte sich dasselbe in allen drei Possen gleichmäßig.“
Das Fremden-Blatt (Nr. 98) und Die Presse (Nr. 98) vom selben Tag stimmten in den allgemeinen Tenor der Ablehnung ebenfalls ein. In der Ost-Deutschen Post vom 1. Mai (Nr. 99) wurde Nestroys Stück noch einigermaßen akzeptiert, die beiden anderen jedoch verrissen.
Nur die Theaterzeitung vom 1. Mai (Nr. 99, S. 395) schrieb eine einigermaßen positive Rezension über die Aufführung, weniger über die Stücke selbst, besonders wurde Nestroys Darstellung des Bierführers Fass sehr gelobt:
„Was das beweist? Wohl, daß in beiden Fällen [den Possen von Bittner] die Aufführung das Publikum so zu animieren wußte, daß es über das Spiel herzlich zu lachen verstand, daß ihm aber trotzdem die Hohlheit der Novitäten nicht entgangen war. […] In Haltung, Geberden- und Mienenspiel entwickelte der geniale Darsteller wieder all die Eigenthümlichkeiten seiner Darstellung. Stürmischer Beifall, der schon bei Nestroys Eintritt in der Scene ausbrach und minutenlang anhielt, begleitete aich sein Spiel durch den ganzen Abend.“

## Spätere Interpretationen
Otto Rommel behauptet, Verwickelte Geschichte! habe einen weniger guten Erfolg verzeichnet, als die übrigen drei Erstaufführungen von 1850 im Carltheater, nämlich Sie sollen ihn nicht haben, Karikaturen-Charivari mit Heurathszweck und Alles will den Prophet’n seh’n. Er reiht das Stück – nach Ansicht anderer Literaturhistoriker, fälschlich – in die Kategorie „politisches Werk“ ein.
Helmut Ahrens vermerkt nur kurz, dass diese bei Rommel genannten vier Premieren des Jahres 1850 sämtliche einen Durchfall erlitten hätten –  sie alle zusammen wären eigentlich nur „Komödchen auf Sparflamme“ (Zitat).
Bei Otto Forst de Battaglia ist zu lesen, dass Nestroy zu dieser Zeit ein merkliches Absinken seiner Schaffenskraft zu attestieren sei, er vermerkt einen Nachhall der Revolution von 1848 und erkennt ebenfalls eine politische Tendenz im Text. Nestroys „dramatische Mahnungen zum friedlichen Bürgerdasein“ will er dabei jedoch durchaus erkennen.
Walter Obermaier nennt das Werk, trotz des hohen Erwähnungsgrades in der Literatur, das bei weitem schwächste und am flüchtigsten gearbeitete Stück Nestroys aus dieser ohnehin schwachen Schaffensperiode. Es erwecke 
„den Eindruck einer eher lustlos geschriebenen Gelegenheitsposse, die mit ihren beiden Akten mehr der oberflächlichen Befriedigung der Bedürfnisse des Spielplans nach kürzeren Novitäten entsprang als einem nur einigermaßen überzeugenden Einfall ihres Verfassers.“.